# Вестгејт (Флорида)
Вестгејт (енгл. Westgate) насељено је место без административног статуса у америчкој савезној држави Флорида.

## Демографија
По попису из 2010. године број становника је 7.975.
| Група             | 2000.    | 2010.         |
| Белци             | 0 (0,0%) | 1.441 (18,1%) |
| Афроамериканци    | 0 (0,0%) | 2.962 (37,1%) |
| Азијати           | 0 (0,0%) | 138 (1,7%)    |
| Хиспаноамериканци | 0 (0,0%) | 3.321 (41,6%) |
| Укупно            | 0        | 7.975         |